# Lola Glaudini
Lola Glaudini (Manhattan, 24 de novembro de 1971) é uma atriz americana. Conhecida pela personagem Elle Greenaway da série de televisão Criminal Minds.Também fez uma participação em um epiśodio de Law & Order SVU na 13ªTemporada.